# David Croft (komentator)
David Croft (ur. 19 czerwca 1970 w Stevenage) – brytyjski komentator sportowy, pracujący dla Sky Sports. Komentator wyścigów Formuły 1 od sezonu 2012.  

## Kariera
Croft rozpoczął pracę w radiu BBC Radio 5 Live w 1998 roku, gdzie komentował między innymi Mistrzostwa Świata w Piłce Nożnej 2002 i prowadził program Saturday Sport w latach 2004-2005. Komentował też wszystkie Grand Prix i rundy kwalifikacyjne Formuły 1 w tym samym radiu wraz z Anthonym Davidsonem od sezonu 2006.
7 grudnia 2011 roku ogłoszono, że Croft będzie głównym komentatorem sezonu 2012 Formuły 1 na platformie Sky Sports F1. Pracę z nim tam zaczęli również Davidson, reporterzy pit stopu Ted Kravitz i Natalie Pinkham oraz Martin Brundle.
Grand Prix Azerbejdżanu 2019 było dwieście pięćdziesiątym Grand Prix w karierze Crofta jako komentatora.
Croft użyczył też głosu w grach komputerowych bazowanych na Formule 1 tworzonych przez Codemasters, od edycji F1 2010 wzwyż.